# Религия в СССР
Рели́гия в СССР — положение религии и конфессиональных групп в РСФСР и СССР, в период с 1918 года по 1991 год.
Атеизм, как отрицающее религию мировоззрение, не будучи формально провозглашённым в Советской России и СССР элементом государственной идеологии, активно поддерживался партийными и государственными органами вплоть до 1988 года, когда произошла политическая и идеологическая либерализация режима, а также праздновалось 1000-летие Крещения Руси. Известно высказывание Ленина о борьбе с религией: «Мы должны бороться с религией. Это азбука всего материализма и, следовательно, марксизма. Но марксизм не есть материализм, остановившийся на азбуке. Марксизм идёт дальше. Он говорит: надо уметь бороться с религией, а для этого надо материалистически объяснить источник веры и религии у масс».
Помимо пропаганды атеизма («научно-материалистического мировоззрения»), государственными органами в 1920-х — 1930-х годах осуществлялись массовые аресты и преследование духовенства и религиозных проповедников. Вплоть до 1939 года политика ликвидации организованной религиозной жизни проводилась в административном порядке органами государственной власти, в частности НКВД; впоследствии религиозная политика становится более дифференцированной.
Вместе с тем полной ликвидации организованной религиозной жизни и официального запрета религии (как, например, это имело место в Албании) в СССР никогда не было, а в отдельные периоды своей истории руководство СССР даже оказывало некоторым из конфессий поддержку, преследуя свои политические интересы.

## Периоды

### До 1929 года
27 октября (по ст. ст.) 1917 года II Всероссийским Съездом Советов Рабочих, Солдатских и Крестьянских Депутатов был принят Декрет о земле, согласно которому принадлежавшие Церкви земли, среди прочих, переходили «в распоряжение Волостных Земельных Комитетов и Уездных Советов Крестьянских Депутатов впредь до разрешения Учредительным Собранием вопроса о земле».
Изданная 2 ноября 1917 года Советом народных комиссаров «Декларация прав народов России» провозглашала, среди прочего, «отмену всех и всяких национальных и национально-религиозных привилегий и ограничений».
Согласно декрету «О расторжении брака» (16 декабря 1917 г.) и декрету «О гражданском браке, о детях и о ведении книг актов состояния» (18 декабря 1917 г.) брак объявлялся частным делом, а соблюдение или несоблюдения религиозных обрядов больше не оказывало влияние на юридические отношения между супругами, а также между родителями и детьми.

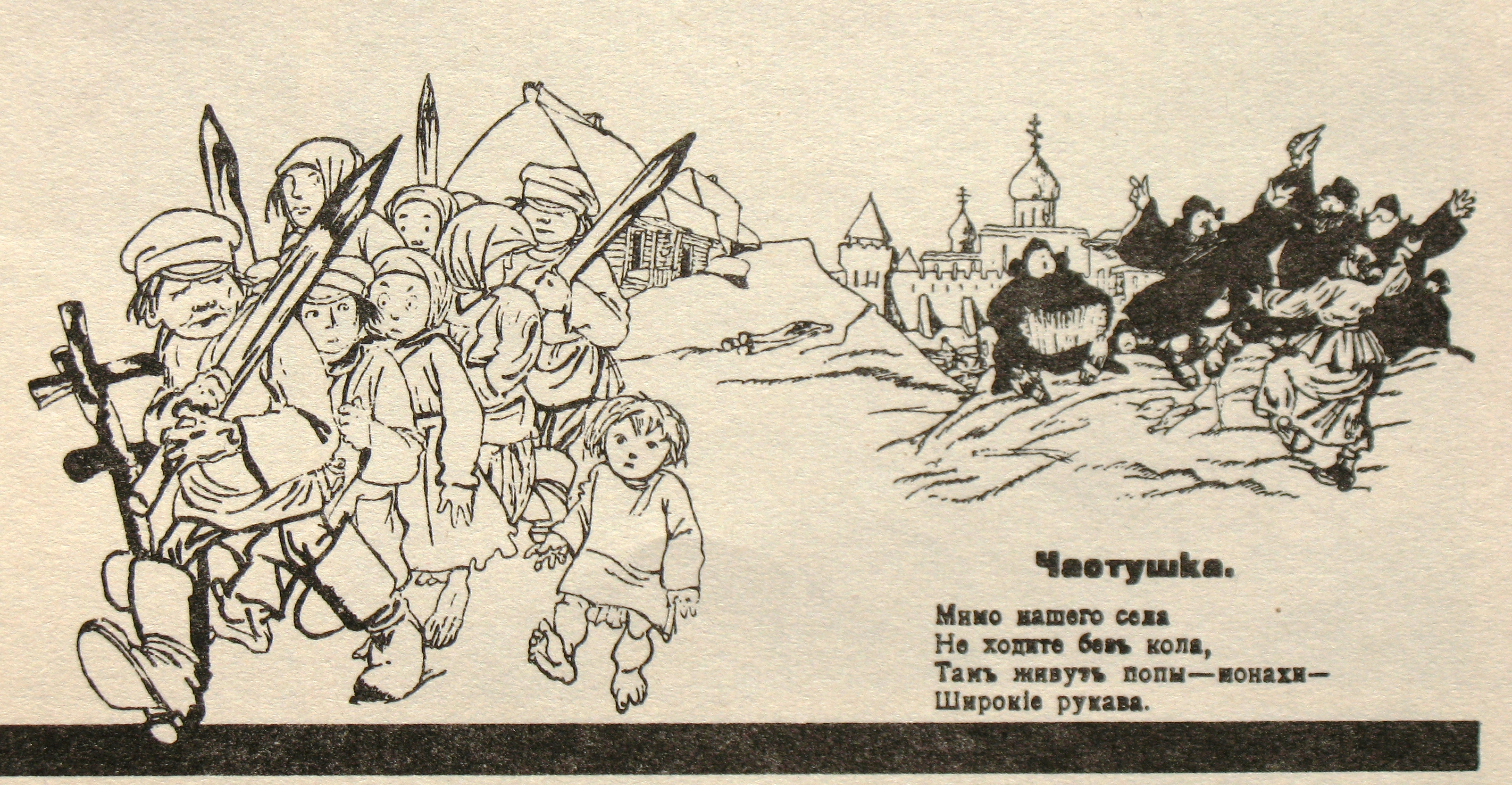
Пример революционной пропаганды: карикатура Д. Моора «Мимо нашего села», где с девками пляшут пьяные священники и монахи. 1917

Правившая в СССР Коммунистическая партия с 1919 года открыто провозглашала в качестве своей задачи содействовать «отмиранию религиозных предрассудков».
Одним из первых постановлений большевистского правительства был подготовленный наркомом юстиции левым эсером Исааком Штейнбергом и заведующим отделом законодательных предположений Наркомюста Михаилом Рейснером декрет СНК Российской Советской Республики, принятый 20 января (по ст. ст.) и официально опубликованный 23 января 1918 года, — Об отделении церкви от государства и школы от церкви, которым церковь (речь шла преимущественно о Православной российской церкви, так как только она до того имела статус государственного института в Российской империи) была отделена от государства и от государственной школы, лишена прав юридического лица и собственности, а религия объявлялась частным делом граждан. Декрет узаконивал принимавшиеся с декабря 1917 года распоряжения и акты, упразднявшие функции православной церкви как государственного учреждения, пользующегося государственным покровительством.
Принятое 8 апреля 1929 года в развитие «Декрета» Постановление ВЦИК и СНК РСФСР о религиозных объединениях до конца 1990 года определяло правовой статус последних в СССР.
Для претворения в жизнь Декрета по решению СНК РСФСР в апреле 1918 года была создана Межведомственная комиссия при Наркомюсте; в мае того же года, после роспуска комиссии, образован VIII («ликвидационный») отдел Наркомюста во главе с Петром Красиковым, призванный ликвидировать административно-управленческие церковные структуры (упразднён в 1924 году).
В 1918—1920 годы центральное место в ряду мер разоблачительного характера заняла развернувшаяся кампания вскрытия мощей святых Русской Церкви (постановления Наркомюста от 14 августа 1919 года об организационном вскрытии мощей и от 25 августа 1920 года о ликвидации мощей во всероссийском масштабе): было вскрыто 65 рак с мощами российских святых, в том числе и особо почитаемых, таких как Серафим Саровский и Сергий Радонежский. Кампания имела своей целью попытку разоблачения данного культа. Вскрытия сопровождались фото- и киносъёмкой, материалы которой затем использовались в агитационных целях.
По решению ЦИК от 20 июля 1921 года Агитпроп и его национальные отделения должны были приступить к всесторонней антирелигиозной пропаганде. При подотделе пропаганды Агитпропотдела ЦК для координации антирелигиозной борьбы возникла Антицерковная комиссия. В состав комиссии входили чиновники из Агитпропа, Московского комитета РКП(б), VIII ликвидационного отдела Народного комиссариата юстиции, ЦК союза коммунистической молодёжи (РКСМ), а также Народного комиссариата просвещения и Главного политического управления.
Весной 1922 года большевики, отразившие к тому времени внешние угрозы, перешли к этапу активной борьбы с религиозными институтами и прежде всего с православной церковью, которая рассматривалась ими как крупнейший очаг внутренней «контрреволюции». 23 февраля 1922 года вышел декрет ВЦИК об изъятии церковных ценностей, находящихся в пользовании групп верующих.
Как пишет Сильвия Фролов: «поскольку в сознании масс священник (поп) ассоциировался с богатством и продажностью, то действиям подобного рода массы не особо сопротивлялись».
Важным инструментом разгрома православной церкви стало искусственное инспирирование расколов, наиболее крупным из которых был «обновленческий», с последующим (с 1927 года — см. сергианство) установлением полного контроля над структурами патриархии со стороны 6-го (антирелигиозного) секретного отдела ОГПУ, возглавлявшегося Евгением Тучковым (1892—1957).
Антирелигиозная политика первых лет не увенчалась успехом: в 1921—1922 годах началось частичное религиозное возрождение, особенно в городах. Религиозная политика советской власти стала предполагать поддержку религиозных организаций угнетенных восточных народов (мусульманских, буддистских и иных). В частности, именно при советской власти в 1920 году была достроена соборная мечеть, а в 1921 году был возвращён буддийской общине буддийский храм в Петрограде.
27 апреля 1923 года была опубликована инструкция наркоматов юстиции и внутренних дел, датированная 15 апреля того же года, «О порядке регистрации религиозных обществ и выдачи разрешений на созыв съездов таковых», которая позволяла учреждать религиозные объединения в форме «обществ», которые имели несколько больше прав, чем «двадцатки», существовавшие с 1918 года, — в частности они могли иметь свой устав. Наличие устава отличало «общество» от «двадцатки», которая такого устава не имела и подлежала регистрации с заключением договора с местным советом. Для регистрации религиозного общества требовалось 50 человек и оно могло управлять более чем одним молитвенным зданием. 16 августа 1923 года, опираясь на решения Хll съезда РКП(б), генеральный секретарь ЦК партии И. В. Сталин издал циркулярное письмо всем губкомам с требованием запретить закрытие церквей и аресты религиозного характера.
В период с 1923 до 1929 года политика государства претерпела некоторое смягчение, в особенности в отношении мусульманских, буддистских и иудейских организаций («религиозный нэп» по терминологии некоторых исследователей, восходящей к словам Льва Троцкого). Политика же в отношение протестантских групп («сектантов») и ранее была сравнительно благожелательной: делами протестантов ведал Оргкомсект при ВЦИК под руководством Петра Смидовича; в отличие от православной церкви протестантским организациям разрешали выпуск различных периодических изданий, давали право иметь свои учебные заведения, организовывать союзы молодёжи, крестьяне-протестанты с конца 1919 года стали создавать первые колхозы, получавшие от государства кредиты и льготы.
В 1925 году на основе Общества друзей газеты «Безбожник» была основана (существовала до 1947 года) массовая общественная организация «Союз воинствующих безбожников» (до июня 1929 года — «Союз безбожников»), во главе которого стал Емельян Ярославский (Губельман); функционировало издательство «Безбожник».
В 1928 году Главнауки было принято решение считать главным критерием, по которому определяли принадлежность сооружения к памятникам истории и культуры — время его постройки. Сооружения, построенные:
- до 1613 г. — были объявлены неприкосновенными;
- в 1613—1725 гг. — «в случае особой необходимости» могли подвергаться изменениям;
- в 1725—1825 гг. — сохранялись только фасады;
- после 1825 г. — к памятникам не причислялись и государством не охранялись.

Данный критерий был принят Главнаукой и с 1928 г. стал нормативным актом, действующим на территории РСФСР и СССР. Руководствуясь этим критерием, на местах был инициирован массовый снос храмов. Тем не менее, до января 1930 года закрыть церковь по решению властей было сложно — в каждом отдельном случае требовалось согласие Комиссии по вопросам культов при Президиуме ВЦИК РСФСР. Видимо это обстоятельство привело к тому, что к 1930 году в СССР сохранилось большое количество действующих церквей.
Постановление ВЦИК СССР от 17 сентября 1928 года установило, что культовое здание может быть передано верующими культурно-просветительскому учреждению либо добровольно, либо (если здание пустует) может быть изъято властями.
В первые годы советской власти духовенство было отнесено к лицам, лишённым избирательных прав («лишенцам»). Всего в СССР в избирательную кампанию 1925/26 годов насчитывалось 1040 тыс. лишенцев (1,63 % избирателей). Среди них более 15 % являлись представителями духовенства.

### 1929—1942

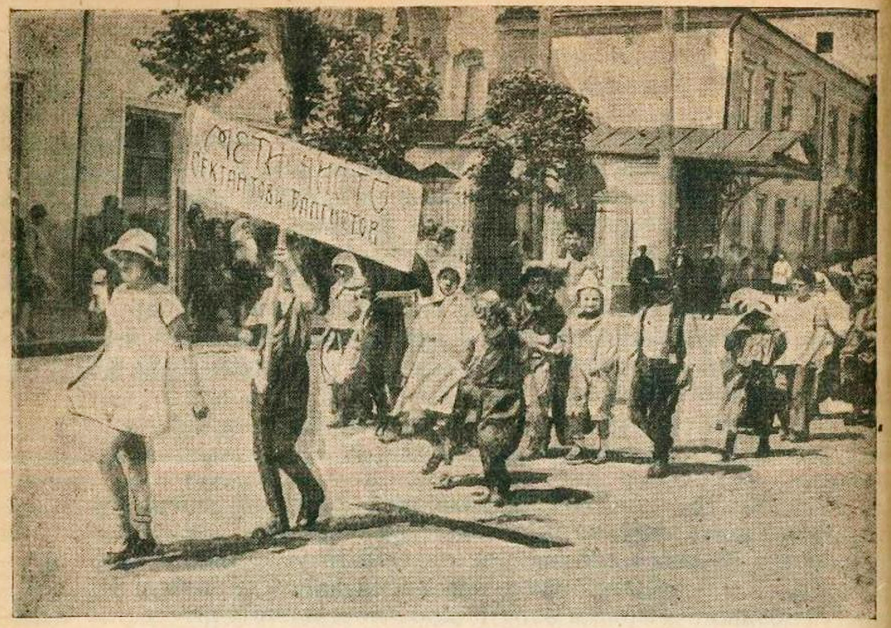
Колонна детей на демонстрации с лозунгом «Мети чисто сектантов и баптистов» (Белоруссия), около 1932 г.

В начале 1929 года был разослан совершенно секретный циркуляр «О мерах по усилению антирелигиозной работы», который борьбу с религией приравнивал к классово-политической, что открывало новый этап наступления на религию.
Принятое 8 апреля 1929 года на основании Декрета СНК РСФСР от 20 января 1918 «Об отделении церкви от государства и школы от церкви» Постановление ВЦИК и СНК РСФСР «О религиозных объединениях», с позднейшими изменениями от 23 июня 1975 года, до 25 октября 1990 года, когда Постановлением Верховного Совета РСФСР был введён в действие Закон РСФСР «О свободе вероисповеданий», служило нормативно-правовым документом, регулировавшим статус религиозных обществ (объединений) в СССР. Постановление запрещало религиозным объединениям заниматься благотворительностью, организовывать паломничество верующих к святым местам и подобное; деятельность служителей культа ограничивалась местожительством членов нанимавшего их общества (группы). Вне церковных стен деятельность духовенства ограничивалась посещением больных и умирающих, на всё другое требовалось специальное разрешение местного Совета.
В мае 1929 года на XIV Всероссийском съезде Советов была принята новая редакция статьи 4-й Конституции РСФСР: вместо «свободы религиозной и антирелигиозной пропаганды» признавалась «свобода религиозных исповеданий и антирелигиозной пропаганды», что законодательно ставило верующих в неравное с прочими гражданами положение.
Инструкция НКВД от 1 октября 1929 года «О правах и обязанностях религиозных объединений» относила служителей культа к категории лишенцев.
Принятое 15 февраля 1930 года Постановление правительства «О борьбе с контрреволюционными элементами в руководящих органах религиозных объединений» предписывало местным органам власти усилить контроль за руководителями религиозных общин, исключать из актива «враждебных советскому строю»; Центральная комиссия по вопросам культов, отмечая «консолидацию контрреволюционного актива в рамках религиозных организаций», признавала, что Постановление от 8 апреля 1929 года «подлежит пересмотру в сторону упрощения процесса закрытия молитвенных зданий».

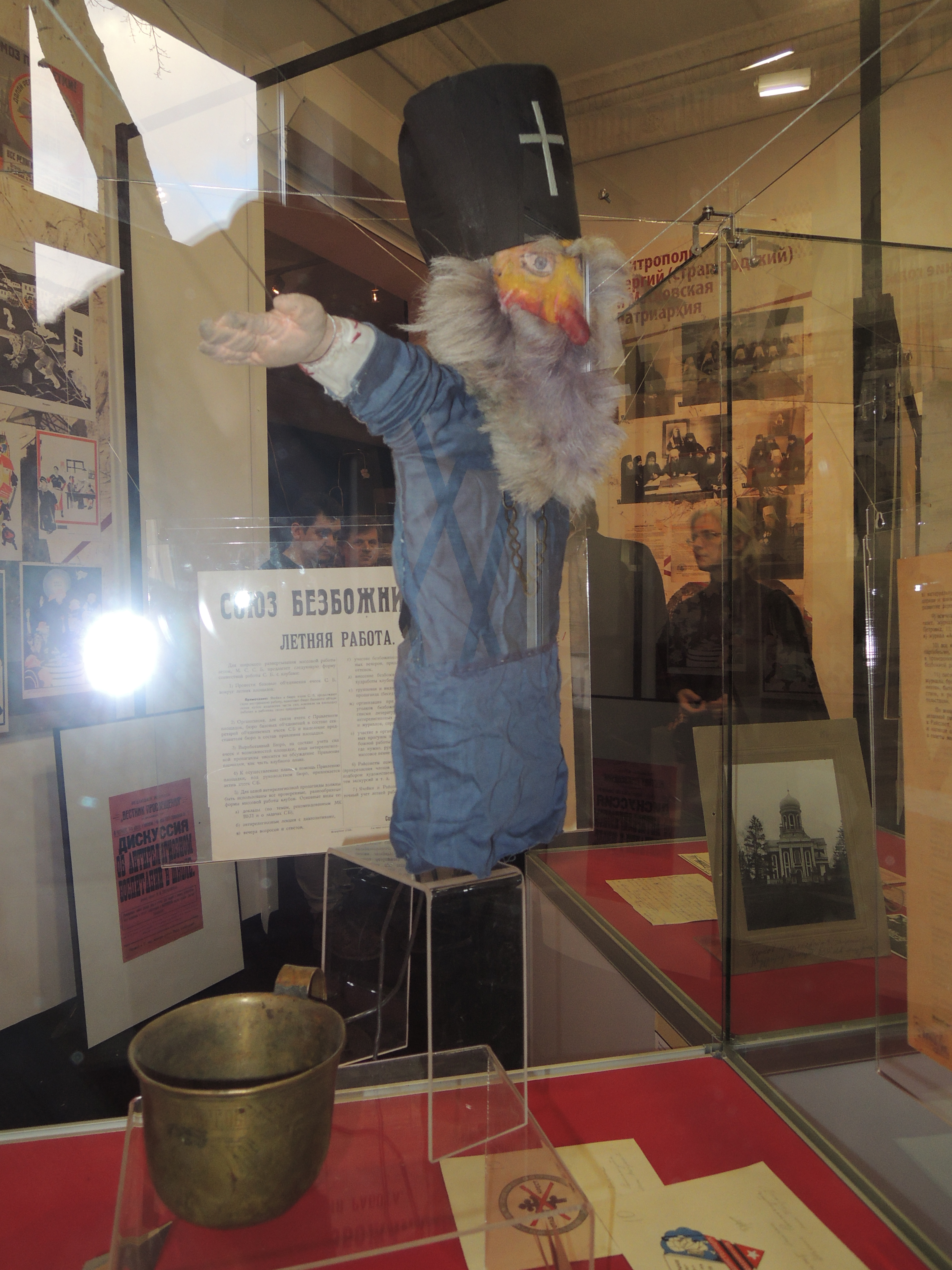
Кукла-«поп» для антирелигиозных постановок.

Верующие и духовенство в ряде случаев оказывали заметное сопротивление антирелигиозной политике, которое иногда соединялось с борьбой против коллективизации. Только за 1930 год в СССР было зафиксировано 1487 массовых выступлений на религиозной почве (большинство из них в марте 1930 года — 514 выступлений и в апреле 1930 года — 391 выступление).
После появления 2 марта 1930 года в «Правде» статьи Сталина «Головокружение от успехов» вышло постановление ЦК ВКП(б) «О борьбе с искривлением партлинии в колхозном движении», которое, в частности, обязало партийные организации «прекратить практику закрытия церквей в административном порядке».

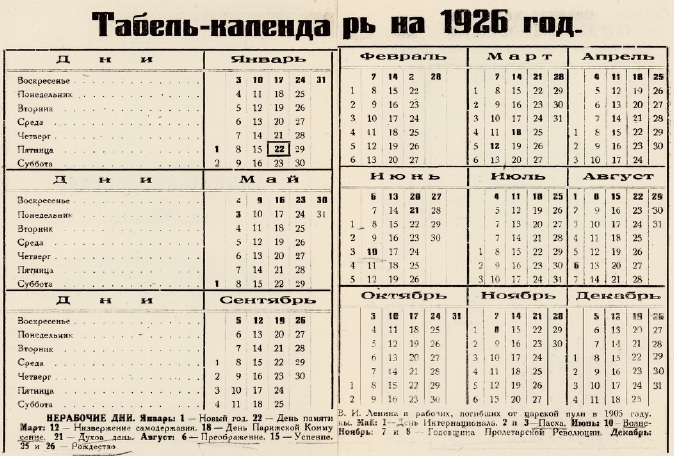
Советский табель-календарь на 1926 год, изданный в Свердловске. В нём среди 15-ти официально нерабочих дней для всех советских учреждений отмечены 8 дней православных праздников

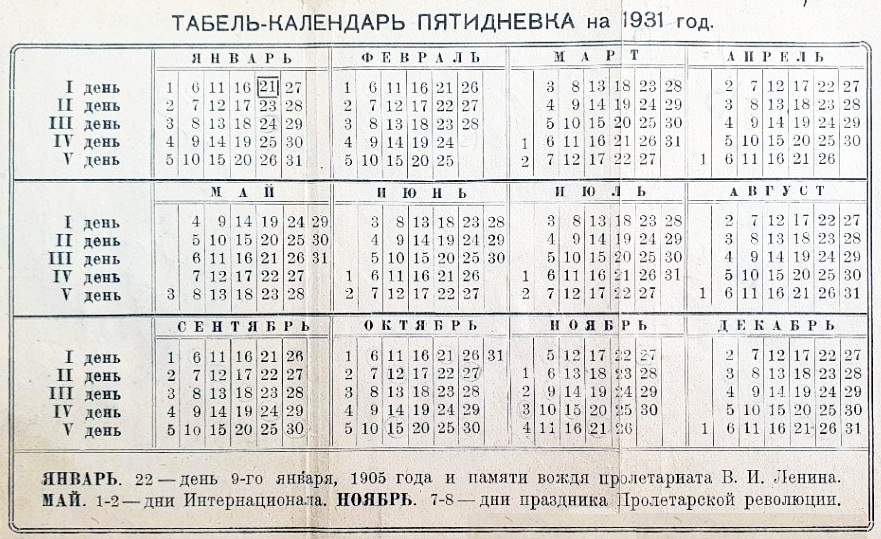
Советский табель-календарь на 1931 год. В числе 5-ти официально нерабочих дней ни одного религиозного праздника. Кроме того, воскресенье уже не являлось нерабочим днём

1929 год стал последним, когда в СССР церковные праздники официально считались «особыми днями отдыха». Так, в постановлении Уральского областного отдела труда от 18 декабря 1928 года «О праздничных и особых днях отдыха на 1929 год» устанавливались «особые дни отдыха» (перед ними, в отличие от революционных праздничных дней рабочий день не сокращался): Страстная суббота, второй день Пасхи, Духов день, Преображение и Рождество (два дня).
В 1930—1931 года вышел ряд секретных циркулярных писем и постановлений правительства и Наркомфина об упорядочении налогового обложения религиозных объединений и духовенства, о трудоустройстве лиц, снявших с себя сан. Было увеличено налоговое обложение церковнослужителей. В случае неуплаты налогов их имущество конфисковывалось, а сами они выселялись в другие районы СССР.
XVII партийная конференция приняла директивы к составлению второго пятилетнего плана. На конференции была сформулирована главная политическая задача второй пятилетки — окончательно ликвидировать капиталистические элементы и классы вообще, превратив все трудящееся население страны в сознательных и активных строителей бесклассового социалистического общества. В связи с этим произошло усиление антирелигиозной деятельности. В рядах Союза воинствующих безбожников к ноябрю 1931 г. числилось свыше 5 миллионов членов, резко увеличились тиражи антирелигиозной литературы. Безбожники из Антирелигиозной комиссии планировали полностью уничтожить религию в СССР к 1937 году.
В 1932 году постановлениями ВЦИК и СНК РСФСР из ведения НКВД функции общего надзора за деятельностью религиозных организаций, их регистрации, выдачи разрешений на проведение съездов и другие были переданы Центральной комиссии по вопросам культов при Президиуме ВЦИК, созданной 1 июня 1930 года, и комиссиям по вопросам культов при местных исполкомах. Однако и далее служители культа регистрировались в НКВД. Центральная комиссия при Президиуме ВЦИК должна была осуществлять общее руководство и наблюдение за правильным применением законов о культах на всей территории РСФСР, разработку проектов законодательных актов, общий учёт религиозных объединений, рассмотрение жалоб верующих граждан. С 1934 года Комиссия действовала при Президиуме ЦИК СССР; рассматривала многочисленные жалобы на закрытие культовых учреждений, отмечала рост «большого количества грубых нарушений советского законодательства о культах» на местах. В апреле 1938 года комиссия была упразднена; к тому времени религиозные вопросы перешли в исключительную компетенцию НКВД.
К 1937 году количество культовых зданий сократилось на 58 % от их дореволюционного количества. Однако большинство населения СССР составляли верующие. Перепись 1937 года показала, что из 98,4 млн жителей Советского Союза в возрасте от 16 лет и старше 55,3 млн человек назвали себя верующими (из них 41,6 млн причислили себя к православным).
Согласно записке начальника Центрального статистического управления СССР Владимира Старовского от 20 декабря 1955 года 55,3 млн назвавших себя верующими жителей СССР распределялись по конфессиям следующим образом (в скобках указана доля конфессии среди жителей СССР в возрасте 16 лет и старше):
- Православные — 41,6 млн (42,3 %);
- Мусульмане (в оригинале их указали как «магометан») — 8,3 млн (8,4 %);
- Католики — 0,5 млн (0,5 %);
- Протестанты — 0,5 млн (0,5 %), кроме них также указано 0,4 млн «христиан прочих вероисповеданий»;
- Иудеи — 0,3 млн (0,3 %);
- Буддисты и ламаисты — 0,1 млн (0,1 %);
- «прочих и неточно указавших религию» — 3,5 млн (3,6 %).

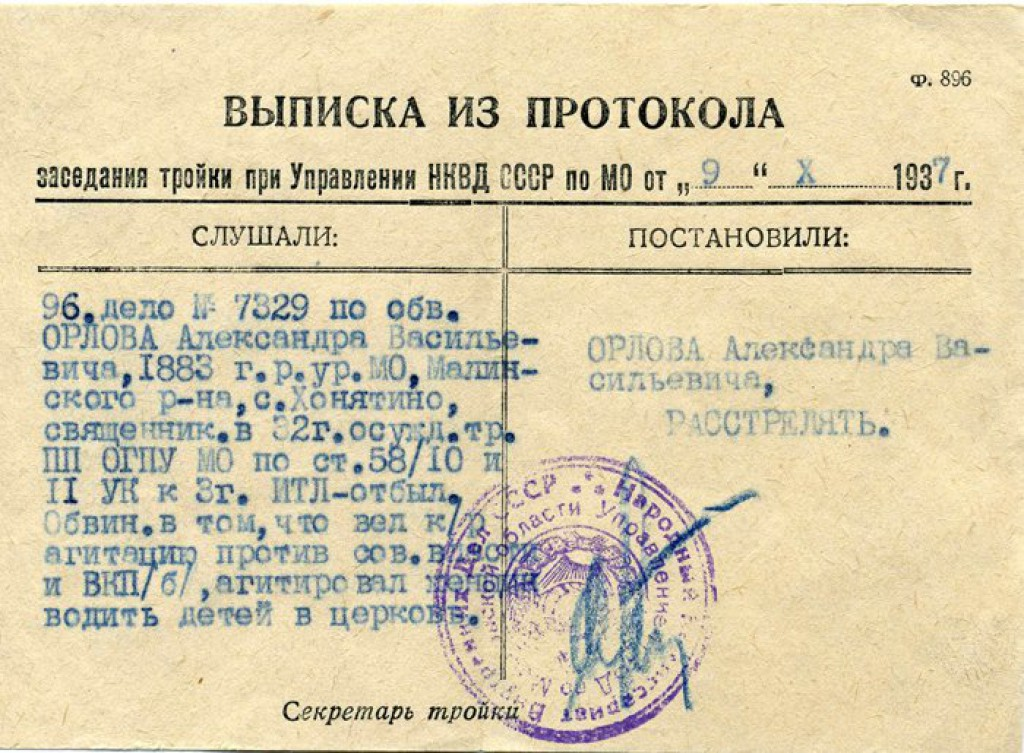
Постановление о расстреле за то, что обвиняемый «агитировал женщин водить детей в церковь» (1937)

Перепись 1937 года выявила значительное число верующих среди молодёжи, которая получила образование в СССР. 34 % лиц в возрасте 16 — 19 лет указали себя как верующие. Причём среди грамотных лиц в возрасте 16 — 19 лет верующими себя назвали 24 % грамотных мужчин и 38 % грамотных женщин.
Доля верующих была ещё выше среди лиц старшего возраста (особенно среди неграмотных и женщин). Среди лиц в возрасте 40 — 49 лет верующими были 45 % грамотных мужчин, 78 % неграмотных мужчин, 62 % грамотных женщин и 85 % неграмотных женщин.
В абсолютных цифрах среди советских верующих преобладали молодые мужчины и молодые женщины. Из 55,3 млн лиц, указавших себя верующими, 28,7 млн были в возрасте от 16 до 39 лет.
Принятая 5 декабря 1936 года 8-м Чрезвычайным Всесоюзным съездом Советов новая Конституция СССР провозглашала равноправие всех граждан, в том числе и «служителей культа»; но за гражданами по-прежнему признавалась «свобода отправления религиозных культов и свобода антирелигиозной пропаганды».
Так как в конце 1920-х — 1930-е годы был закрыт ряд культовых зданий, то было изъято множество религиозных предметов. Часть этих предметов была из драгоценных металлов. Многие предметы поступили в музеи, где и сохранились. Часть предметов осталась в руках населения, которое пыталось сдать культовые предметы из драгоценных металлов в Торгсин. Историк Елена Осокина отмечает, что Торгсин не имел права принимать церковные ценности, так как они по закону считались собственностью государства и подлежали конфискации (впрочем, Осокина приводит примеры, когда этот запрет нарушался работниками Торгсина, которые принимали за деньги церковные ценности).
Вместе с тем рубеж 1920—1930-х годов стал временем, когда власти потеряли интерес к «красной» погребальной обрядности и накал «разоблачений» в отношении «поповского» обряда погребения сошёл на нет. Более того, в «красные похороны» проникали религиозные элементы. При постройке Донского крематория часть первого этажа отвели для комнат служителей культа — для религиозного (православного, католического, лютеранского и иудейского) обряда. Отпевания были, но в небольшом количестве. В 1930 году было четыре «церковных отпевания», а в 1931 году ни одного.
Конфессиональные кладбища в 1930-е годы закрывали, а памятники сносили. 16 октября 1931 года вышла инструкция Постоянной комиссии при Президиуме ВЦИК по вопросу культов «О порядке устройства, закрытия и ликвидации кладбищ и о порядке сноса надмогильных памятников», которая объявляла культовым имуществом памятники и ограды, поставленные религиозными организациями. Сносимые памятники, поставленные религиозными организациями, подлежали реализации как относящиеся к государственному фонду.
Конечно, секуляризация коснулась похоронных церемоний. Так, Правила 1929 года требовали переносить тело покойника только в гробу и в 1940 году контора Татарских кладбищ Сталинского района Казани продала немало гробов. В 1920-е — 1930-е годы происходит изменение формы надгробий: кресты частично вытесняются более нейтральными формами — прямоугольными плитами, стелами, обелисками.
Тем не менее в 1930-е годы кладбища оставались даже в городах местами, где проводились религиозные погребальные церемонии. Война укрепила это явление. Так, в отчёте Дерюгиной от 10 декабря 1942 года о состоянии московских Ваганьковского и Армянского кладбищ говорится:

В церкви отпевается 95 % (по заявлению коменданта и собственному наблюдению). Так как по отпевании выносится сразу вся масса покойников (в день обследования около 30 гробов), то это и создает самый тяжелый момент в кладбищенском деле. В этот момент начинается сутолока: сразу заколачивают все гробы, раздаются рыдания, хоронящие ловят священника и могильщиков.
Кладбища в 1930-е годы остаются также местом производства религиозной атрибутики для могил. Так, производство крестов было поставлено в 1920—1930-е годы вполне официально, и они упоминаются в отчётных документах кладбищ.

### Великая Отечественная война и послевоенный период
В ходе Великой Отечественной войны политическое руководство СССР окончательно отказалось от планов скорейшего уничтожения религии и церкви и перешло к политике частичного возрождения религиозной жизни в стране под жёстким государственным контролем.
4 апреля 1942 года в Москве на Пасху на одну ночь был отменён комендантский час. Объявление по радио об этом состоялось за несколько часов до служб, которые прошли в условиях светомаскировки и на которых присутствовало по оценке НКВД до 85 тысяч человек.
14 сентября 1943 года при СНК СССР был создан Совет по делам Русской православной церкви (СДРПЦ), а 19 мая 1944 года — Совет по делам религиозных культов (СДРК), на которые возлагались задачи осуществления взаимодействия между правительством и, соответственно, Московской Патриархией и «религиозными объединениями мусульманского, иудейского, буддийского вероисповеданий, армяно-григорианской, старообрядческой, грекокатолической, католической и лютеранской церквей и сектантских организаций». Советы должны были разрабатывать проекты соответствующих законодательных актов и постановлений правительства, наблюдать за исполнением законодательства о культах; Советы имели в республиках, областях и краях своих уполномоченных.
Хотя Положения «О порядке открытия церквей» от 28 ноября 1943 года и «О порядке открытия молитвенных зданий религиозных культов» от 19 ноября 1944 года предполагали многоступенчатость и длительность процедуры открытия новых культовых учреждений, открытые на занятой немцами территории учреждения культа после восстановления советского режима на данной территории регистрировались как «фактически действующие» и, как правило, не закрывались. В 1946 году на территории СССР насчитывалось 10 547 соборов, церквей и молельных домов, в том числе в РСФСР — 2816 церквей, молельных домов и соборов.
С 1 января 1946 года тариф на электроэнергию для всех религиозных учреждений был резко снижен: с 5,5 руб. до 1,65 руб. за кВт-час. Распоряжением № 1637 от 24 февраля 1947 года Совет министров СССР обязал Министерство торговли СССР снабжать продовольственными товарами учащихся и преподавателей духовных учебных заведений всех конфессий наравне с государственными светскими учебными заведениями.
С начала 1948 года началось ужесточение антирелигиозной политики. Сначала оно коснулось неправославных религиозных организаций. В апреле 1948 года Совет по делам религиозных культов разослал своим уполномоченным на местах инструкцию, в которой сообщалось, что Совет «категорически предлагает прекратить всякую регистрацию религиозных общин». В конце 1949 года проведение крестных ходов было ограничено Пасхой.
В послевоенный период похоронный обряд оставался слабо затронутым государством. В 1953 году практически во всех отчётах органов коммунального хозяйства повторялось, что практически везде перевозка умерших и рытьё могил производились силами самих граждан или с помощью предприятий. Более того, в послевоенный период продолжали официально изготавливаться (наравне со светскими) религиозные надгробные памятники: кресты, памятники с изображением креста, полумесяца, звезды Давида.

### Период правления Хрущёва
Хотя период правления Н. С. Хрущёва в сравнении с деяниями его предшественника принято именовать «оттепелью», между государством и религиозными организациями наоборот наступило значительное охлаждение отношений.
7 июля 1954 года ЦК КПСС принял Постановление «О крупных недостатках в научно-атеистической пропаганде и мерах её улучшения», которое, отмечая оживление деятельности «церкви и различных религиозных сект», увеличение количества граждан, отправляющих религиозные обряды, призывало партийные, комсомольские организации, Министерство просвещения, профсоюзы проводить антирелигиозную работу «систематически, со всей настойчивостью, методом убеждения, терпеливого разъяснения и индивидуального подхода к верующим людям». Проведение в жизнь Постановления было приторможено ввиду разногласия в руководстве, вследствие чего 10 ноября 1954 года было принято новое Постановление ЦК КПСС «Об ошибках в проведении научно-атеистической пропаганды среди населения», которое осуждало методы клеветы, оскорблений, административного вмешательства в деятельность религиозных организаций, «вместо развёртывания систематической кропотливой работы по пропаганде естественнонаучных знаний и идейной борьбы с религией». Более того, принятое 17 февраля 1956 года постановление Совета министров СССР «Об изменении порядка открытия молитвенных зданий» предоставило Совету по делам Русской православной церкви право регистрировать те религиозные общины, которые уже действовали без официального разрешения.
Постановление Совета министров СССР также предписало зарегистрировать все фактически действовавшие религиозные (в том числе неправославные) общины, у которых были свои помещения для богослужений и служители культа. При реализации этого постановления оказалось, что легализация приведёт к резкому увеличению числа общин некоторых конфессий. В 1961 году власти в Татарской АССР (там было на 1 января 1961 года всего 11 официально зарегистрированных мусульманских общин) провели учёт незарегистрированных религиозных групп и выяснили, что в республике действовало в то время 646 неофициальных мусульманских общин, а также 366 нелегально работавших мулл.
Активизация антирелигиозной борьбы началась после XX съезда, на котором Хрущёву удалось окончательно утвердить свою власть в стране. Секретное постановление ЦК КПСС «О записке отдела пропаганды и агитации ЦК КПСС по союзным республикам „О недостатках научно-атеистической пропаганды“» от 4 октября 1958 года обязывало партийные, комсомольские и общественные организации развернуть пропагандистское наступление на «религиозные пережитки»; государственным учреждениям предписывалось осуществить мероприятия административного характера, направленные на ужесточение условий существования религиозных общин. 16 октября 1958 года Совет Министров СССР принял Постановления «О монастырях в СССР» и «О повышении налогов на доходы епархиальных предприятий и монастырей», которым были отменены прежние налоговые льготы для религиозных организаций. Кампания шла под лозунгом восстановления ленинской законности и борьбы со сталинизмом. В антимонастырскую кампанию включились республиканские власти. Постановление Совета министров Украинской ССР от 1 ноября 1958 года из 357 га земли украинским монастырям оставило за ними только 60 га.
28 ноября 1958 года ЦК КПСС принял постановление «О мерах по прекращению паломничества к так называемым „святым местам“. На тот момент в СССР было множество мусульманских и христианских мест паломничества. В 1959 году на учёте Совета по делам религиозных культов значилось 839 реально функционирующих мусульманских святых мест (зиярат, аулия). 18 святых мест были официально переданы духовным управлениям мусульман, которые поощряли к ним паломничество. Борьба шла путём превращения святых мест в парки, создание там домов отдыха, пионерских лагерей, санаториев. Под давлением советских властей лидеры конфессий были вынуждены издать запреты паломничества к святым местам, с которых раньше получали немалый доход. Сами святые места изымались у верующих. 14 марта 1960 года вышло Постановление Совета министров Узбекской ССР № 220, которое изымало у Духовного управления мусульман Средней Азии и Казахстана 13 ранее переданных ему государством мазаров и передавало их Комитету по охране памятников материальной культуры при Совете министров Узбекской ССР
С 1959 года началось закрытие действующих храмов. В январе 1960 года ЦК КПСС принял закрытое постановление — „О мерах по ликвидации нарушений духовенством советского законодательства о культах“. С марта 1961 года постановлением Совета министров СССР открытие и закрытие церквей целиком передавалось на усмотрение областных исполкомов, которым также разрешалось ограничивать колокольный звон. Запрещалось совместное богослужение священников соседних церквей в дни праздников, участие детей и подростков в хорах певчих и церковных службах, не разрешалось строительство жилых домов для священников на средства общины, ограничивалось проведение крестных ходов, запрещалась благотворительность.
21 апреля 1960 года назначенный в феврале того же года новый председатель Совета по делам РПЦ Владимир Куроедов в своём докладе на Всесоюзном совещании уполномоченных Совета так характеризовал работу прежнего его руководства: „Главная ошибка Совета по делам православной церкви заключалась в том, что он непоследовательно проводил линию партии и государства в отношении церкви и скатывался зачастую на позиции обслуживания церковных организаций. Занимая защитнические позиции по отношению к церкви, совет вёл линию не на борьбу с нарушениями духовенством законодательства о культах, а на ограждение церковных интересов“.
Секретное Постановление 16 марта 1961 года „Об усилении контроля за выполнением законодательства о культах“ требовало восстановления в полной мере Постановления 1929 года, обязывая местные советские органы обеспечить строгий контроль за его выполнением, своевременно принимать меры к ликвидации нарушений этого законодательства духовенством и религиозными объединениями; все постановления 1940-х годов признавались утратившими силу. Секретная инструкция по применению законодательства о культах в марте 1961 года обращала особое внимание на то, что служители культа не имеют права вмешиваться в распорядительную и финансово-хозяйственную деятельность религиозных общин. В инструкции впервые были определены не подлежавшие регистрации „секты, вероучение и характер деятельности которых носит антигосударственный и изуверский характер: иеговисты, пятидесятники, адвентисты-реформисты“.
При Хрущёве была окончательно сформирована контролирующая религиозные организации вертикаль власти. В первые годы Хрущёва контроль осуществлялся на уровне двух звеньев. Первым звеном были Совет по делам религиозных культов и Совет по делам Русской православной церкви. Оба Совета были общесоюзными — при Совете министров СССР. Вторым звеном были уполномоченные обоих советов, которые действовали при областных, краевых, республиканских исполнительных комитетах депутатов. Низового уровня — ниже Уполномоченного — не было.
В 1961 году были созданы группы содействия исполнительным комитетам районных и городских советов депутатов трудящихся по соблюдению законодательства о религиозных культах. Эти группы при Леониде Брежневе в 1966 году были преобразованы в комиссии содействия контролю за законодательством о религиозных культах. Данные органы функционировали на общественных началах и формировались из местных депутатов, работников финансовых органов и работников образования. Члены этих органов присутствовали на богослужениях (где подсчитывали число верующих), заседаниях „двадцаток“, готовили предварительные заключения по ходатайствам верующих.
В массовом сознании сохранилось приписываемое Хрущёву высказывание того периода, в котором он обещает показать последнего попа по телевизору в 1980 году.

#### Критика религии в советском «оттепельном» кинематографе
- 1959 — Иванна
- 1960 — Чудотворная
- 1960 — Тучи над Борском
- 1960 — Люблю тебя, жизнь!
- 1961 — Анафема
- 1961 — Обманутые
- 1962 — Армагеддон
- 1962 — Исповедь
- 1962 — Конец света
- 1962 — Грешница
- 1962 — Грешный ангел
- 1962 — Цветок на камне
- 1963 — Всё остаётся людям

Мультфильмы
- Небесная история

### 1964—1991 годы
В 1964 году был создан Институт научного атеизма. В 1965 году СДРПЦ и СДРК были объединены в Совет по делам религий (СДР) при Совете Министров СССР; впервые было опубликовано положение о СДР. Совет имел право сам принимать решения о регистрации и снятии с регистрации религиозных объединений, об открытии и закрытии молитвенных зданий, проверять деятельность религиозных организаций.
Новые Уголовные Кодексы от 1961 года и Указы Президиума ВС РСФСР от 18 марта 1966 года «Об административной ответственности за нарушение законодательства о религиозных культах», «О внесении дополнений в статью 142 УК РСФСР», «О применении статьи 142 УК РСФСР», устанавливали три вида ответственности за нарушение религиозного законодательства: дисциплинарную, административную и уголовную; уклонение руководителей религиозных объединений от регистрации и другие нарушения ими законодательства о культах наказывались административным штрафом (до 50 руб.), уголовная ответственность (до 3-х лет лишения свободы) предусматривалась за посягательства на личность и права граждан под видом исполнения религиозных обрядов, принудительное взимание сборов, изготовление и массовое распространение обращений, писем, листовок, призывающих к неисполнению законодательства о религиозных культах. Подчёркивалось, что «к мерам административной, а тем более уголовной ответственности следует прибегать лишь в отношении злостных нарушителей законов». Это не мешало, например, арестовать и осудить в 1969 году Бориса Талантова. По состоянию на начало 1987 года в СССР отбывали наказание 10 человек, осужденных по статье 142 Уголовного кодекса РСФСР и аналогичным статьям уголовных кодексов других союзных республик.
Опубликованный 23 июня 1975 года Указ Президиума ВС РСФСР «О внесении изменений и дополнений в постановление ВЦИК и СНК РСФСР от 8 апреля 1929 г. „О религиозных объединениях“» уточнял процедуру регистрации религиозных обществ, сохраняя многоступенчатость процедуры. Полномочия по открытию и закрытию храмов переходили от местных Советов к СДР; окончательное решение оставалось за ним без ограничения сроков.
Конституция СССР 1977 года сохраняла фактическое неравноправие граждан в зависимости от их отношения к религии: атеисты могли свободно пропагандировать свои убеждения, а верующие имели лишь право «отправлять религиозные культы» (статья 52-я). Распространение «научного атеизма» с марксистской подкладкой вменялось в обязанность преподавателям в школах и вузах, в комитетах партии на местах существовали штатные должности пропагандистов. Вместе с тем, в отсутствие идеологической конкуренции уровень подготовки такого рода кадров был невысок.
Одновременно в послевоенный период религиозные обряды прочно сохраняются в похоронном деле. Властям даже пришлось идти на уступки религиозным традициям, именуя их «местными». С. Ю. Малышева проанализировала общесоюзные похоронные правила 1948, 1960 и 1977 годов и обнаружила там ряд моментов, указывающих не только на признание религиозных обрядов, но и на уступки им. Так, Правила 1960 года сократили обязательную паузу между смертью и погребением с 48 часов до 24 часов, что отвечало мусульманским догматам, предписывавшим хоронить в день смерти или на следующий день после неё. Все три редакции Правил разрешали хоронить умершего в сидячем положении, что характерно для обрядов буддистов и мусульман. Правила 1977 года разрешали транспортировать покойников на специальных носилках для погребения в сидячем положении. Также Правила 1977 года разрешали «в отдельных случаях» «по местным традициям» хоронить в семейных склепах. 12 января 1979 года была утверждена «Инструкция о порядке похорон и содержании кладбищ в РСФСР», которая вменяла в обязанности «организаторам похорон» и «агентам похоронной службы» знать «национальные похоронные обычаи» (то есть религиозные) и указывала, что порядок проведения похорон «с учётом национальных обычаев может быть дополнен и изменён по согласованию с советами министров АССР, краевыми и областными исполнительными комитетами Советов народных депутатов».
Инструкция 1979 года официально закрепила практику использования религиозной символики, указав, что «допускается изображение религиозных символов» на надгробных памятниках и памятниках (мемориальных плитах), закрывающих нишу колумбария.

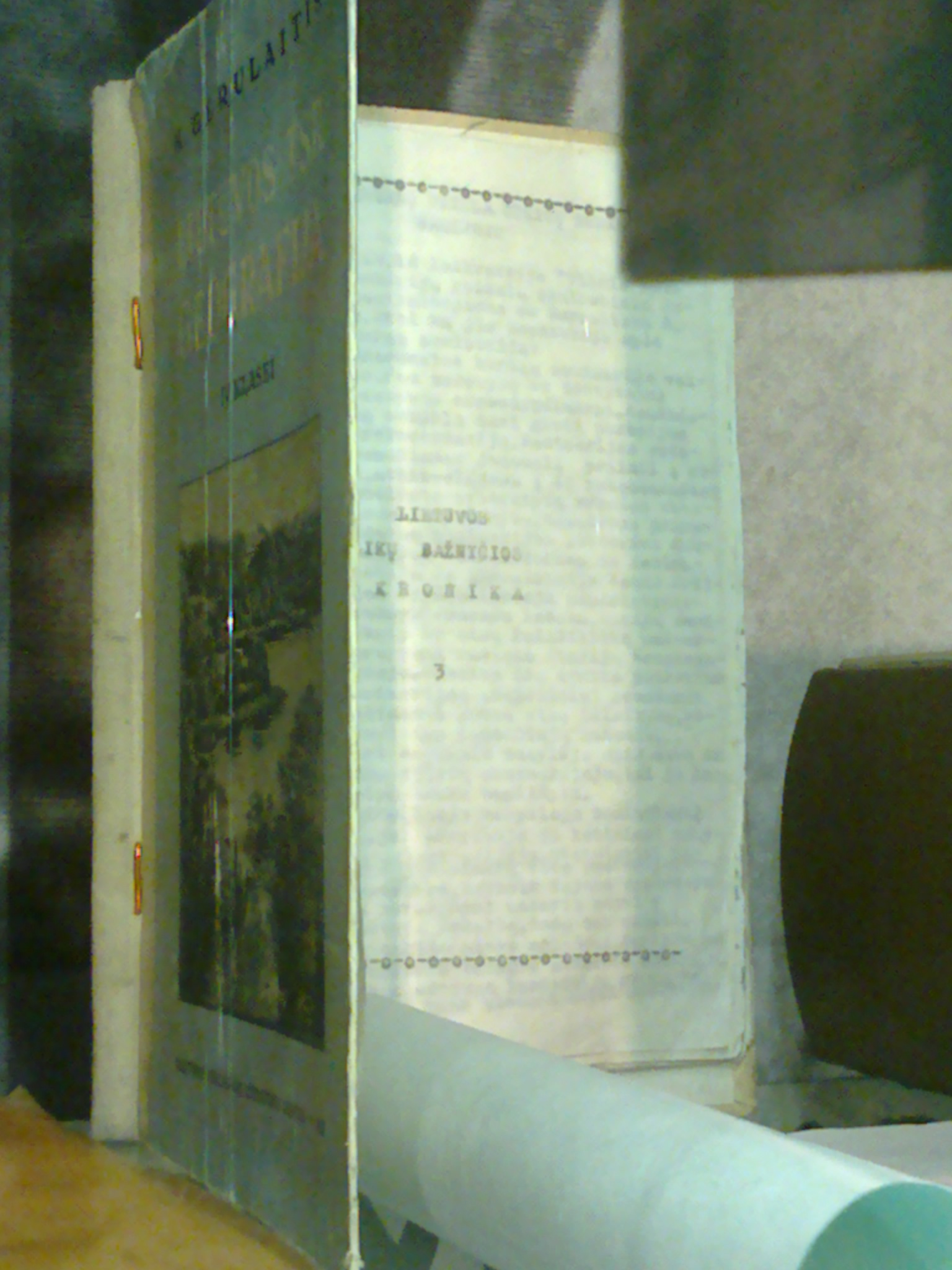
Номер «Хроники Литовской католической церкви», спрятанный в обложке от «Географии Литовской ССР». Экспонат в Музее оккупаций и борьбы за свободу

Тем не менее, религиозная литература, Библия, Псалтирь, молитвенники и т. п. тексты, а также рукописные выдержки из них, конфисковывались сотрудниками КГБ во время обысков и арестов священнослужителей и прихожан даже в конце 1970-х годов.
После выхода инструкции 1979 года в СССР распространяется практика «дописывания» религиозных символов на ранее установленные надгробия. «Дописывание» производилось чаще всего при захоронении рядом с давно умершим человеком его родственника. При этом на советских кладбищах на «родственных захоронениях» соседствовали религиозные символы (например, кресты и полумесяцы) с пятиконечными звёздами. Кроме того, появились сочетания религиозных и советских символов — «звездокрест» и «звёздополумесяц».
Однако секуляризация надмогильных памятников продолжилась во второй половине XX века, приняв новую форму — размещение на надгробиях вместо крестов символов профессиональной принадлежности покойного (микроскопа, раскрытой книги, музыкального инструмента и т.п). Во второй половине XX века на Новодевичьем кладбище существовала практика захоронений советской научно-культурной элиты: временные памятники (установленные сразу после похорон) в большинстве своём были крестами, но постоянные надгробия уже имели характеристику профессиональной идентичности покойника и редко включали религиозный символ. Инструкция 1979 года рекомендовала помещать на надгробия и мемориальные плиты, закрывавшие ниши колумбариев, советские символы — трудовые и боевые.
С конца 1960-х годов демонстрация свободы вероисповедания в СССР становится частью советской культурной дипломатии. Так, на Всемирной выставке 1967 года в Монреале советская сторона помимо художественных произведений в стиле социалистического реализма показывала православные иконы.
В первые годы правления М. С. Горбачёва (1985—1987) официальное отношение советского государства к религии оставалось прохладным. В частности, 24 ноября 1986 года во время визита в Ташкент Горбачёв призвал вести решительную борьбу с проявлениями религиозности. Однако по мере развития процессов «перестройки» происходит постепенный пересмотр религиозной политики государства, переход от атеистической пропаганды к сотрудничеству с религиозными организациями. Наиболее значительные изменения начались с 1988—1989 годов. В 1988 году Совет по делам религии при Совете министров СССР отменил норму о том, что молитвенные здания являются собственностью государства. В 1989 году были утверждены рекомендации по взаимодействию пенитенциарных учреждений с религиозными организациями и служителями культа, которые позволяли заключённым участвовать в религиозных обрядах, а церкви оказывать помощь осуждённым. Наконец, в 1990 году был принят закон СССР «О свободе совести и религиозных организациях», который радикально изменил характер отношений государства и религиозных организаций. Статья 5 этого закона прекращала государственную поддержку атеизма, устанавливая, что «государство не финансирует деятельность религиозных организаций и деятельность по пропаганде атеизма». Закон предоставил религиозным организациям права юридического лица, разрешил им международные контакты без государственного посредничества. Ещё дальше в улучшении положения религиозных организаций в 1990—1991 годах пошли власти РСФСР. В 1990 году вышел закон РСФСР «О свободе вероисповеданий», который разрешал факультативное изучение религии в общеобразовательных учебных заведениях, а также запретил создавать органы государственного контроля за реализацией права граждан на свободу вероисповедания. В октябре 1990 года на основании этого закона был отменён декрет об отделении церкви от государства и школы от церкви.

## Религии в СССР

### Православие
Как крупнейшая в Российской империи конфессиональная группа, имевшая в ней государственный статус, Российская Православная Церковь воспринималась большевистским режимом не только как идеологически враждебный религиозный институт, но и как внутренний политический противник, очаг контрреволюции. До осени 1939 года политическое руководство СССР ставило задачу полной ликвидации православной церкви, от которой при активном содействии органов ГПУ-НКВД отпали различные легальные и нелегальные группировки (см. статьи Обновленчество и Катакомбная церковь); бо́льшая часть духовенства и подавляющая часть епископата к 1939 году были либо физически уничтожены, либо находилась в местах лишения свободы. Характерна статья, написанная известным советским антирелигиозником Николаем Никольским для первого издания Большой советской энциклопедии (Т. 46, 1940):

<…> Великая Октябрьская социалистическая революция нанесла православной церкви последний удар. Но церковь пробовала бороться. Церковники открыто поддерживали контрреволюцию, орудуя в качестве агентов белых «правительств» и иностранных интервентов. <…> Когда под руководством Ленина и Сталина была разгромлена белая контрреволюция, православная церковь вступила в полосу окончательного разложения. <…> Превратившись в мелкие, замкнутые организации, не имеющие опоры в массах, обломки православной церкви, как и других религиозных организаций, вступили на путь шпионажа, измены и предательства. Такова последняя позорная страница истории православной церкви.

В сентябре 1939 года впервые в СССР сложилась ситуация, когда государственное руководство воспользовалось для своих целей «староцерковной» организацией (Московской Патриархией) митрополита Сергия (Страгородского), переподчиняя ей православные структуры на территориях аннексированных Союзом ССР осенью 1939 и в 1940 году (часть Польши, Румынии и Финляндии, страны Балтии).
В сентябре 1943 года произошло окончательное изменение политики в отношении «староцерковной» организации (легальной Патриаршей Церкви): было дозволено избрать Патриарха, Патриархии было оказано организационно-материальное содействие; структуры «обновленцев» в 1944 году были свёрнуты («самоликвидировались»); создавался специальный государственный орган по связям правительства с РПЦ — Совет по делам Русской православной церкви при СНК СССР (впоследствии слит с Советом по делам религий).
Секретное постановление СНК СССР «О православных церквах и молитвенных домах» от 1 декабря 1944 года запрещало без разрешения СДРПЦ закрытие зарегистрированных православных церквей и молитвенных домов. Секретное постановление «По вопросам, относящимся к православной церкви и монастырям» от 22 августа 1945 года предоставляло церковным структурам (патриархия, епархиальные управления, приходские общины и монастыри) ограниченные права юридического лица, разрешая приобретать транспортные средства, производить и продавать церковную утварь и предметы религиозного культа, арендовать, строить и покупать дома для церковных надобностей. Вводилась практика регистрации паспортных данных при совершении таинства крещения и иных.
В результате этих послаблений число церквей в СССР заметно увеличилось. К 1 января 1957 года в Советском Союзе было 13 478 зарегистрированных православных храмов. Увеличение количества приходов произошло также по причине принудительного перевода в Русскую православную церковь униатских приходов Западной Украины после расторжения Брестской и Ужгородской уний. По данным Г. Карпова, председателя Совета по делам Русской православной церкви, на 2 января 1948 года из 2718 униатских приходов Западной Украины воссоединился с Русской православной церковью 2491 приход. Значительно выросла численность православного духовенства. На 1 января 1948 года в СССР по данным Совета по делам Русской православной церкви было 11827 священников и диаконов.
16 октября 1958 года Совет Министров СССР принял 2 постановления: «О монастырях в СССР» и «О налоговом обложении предприятий епархиальных управлений, а также доходов монастырей»; согласно первому постановлению, Советам министров союзных республик поручалось осуществить сокращение монастырских земельных угодий, запретить использовать наёмный труд, установить порядок использования монастырями зданий (кроме культовых), находящихся на их территории, только на основании договоров аренды, заключаемых с местными органами власти; второе резко поднимало отпускную цену на свечи, что увеличивало размер взимаемого налога с доходов свечных мастерских, устанавливало повышенные ставки налога с земельных участков, находящихся в пользовании монастырей, отменяло льготы для монастырей по налогу со строений и земельной ренте. В Патриархию пошёл поток жалоб с мест в связи с угрозой закрытия церквей и монастырей из-за отсутствия средств. Во время встречи с председателем Совета по делам Русской православной церкви Георгием Карповым 20 февраля 1959 года Патриарх Алексий I протестовал против налога на свечное производство и выпадов в прессе против церкви и духовенства, на что Карпов ответил, что постановления отменяться не будут и их надо исполнять в полном объёме; по вопросу об открытии «13 — 15 церквей», что, по словам Патриарха, было ранее обещано Никитой Хрущёвым во время их встречи 17 мая 1958 года, Карпов «напомнил патриарху о том, что Н. С. Хрущёв не обещал открывать новые церкви, а заявил, что, когда будет прислано письмо, правительство рассмотрит этот вопрос».
С 1959 года началось массовое административное закрытие приходов и монастырей. В 1961 году, несмотря на противодействие верующих и Патриарха, была повторно закрыта Киево-Печерская лавра. Одновременно с этим начались аресты церковных активистов, пытавшихся противодействовать проводимой государством политике, в числе которых оказались архиепископ Казанский Иов (Кресович) и архиепископ Черниговский Андрей.
По требованию СДРПЦ в июле 1961 года Архиерейский Собор РПЦ принял поправку к Положению об управлении РПЦ, которая устраняла священнослужителей от участия в распорядительной и финансово-хозяйственной деятельности приходов.
С 1987 года положение Русской православной церкви значительно улучшилось. Переломным моментом стало празднование 1000-летия Крещения Руси. Накануне этого события, в 1987 году было отменено требование обязательного предъявления паспортов родителей при крещении ребёнка, которое ранее давало возможность местным властям сообщать о таких случаях по месту работы родителей для принятия в отношении них каких-то мер. Ещё больше уступок православному духовенству было сделано со стороны властей РСФСР в 1990—1991 годах. В декабре 1990 года постановлением Верховного совета РСФСР Рождество Христово стало нерабочим днём. 31 декабря 1991 года вышло распоряжение Президента России «О возвращении Русской Православной Церкви строений и религиозной литературы». Возможно, такая позиция властей РСФСР была связана с попыткой Б. Н. Ельцина опереться на Русскую православную церковь в условиях конфликта с союзной властью.

### Католицизм
До революции Католическая церковь латинского обряда в России была организована в Могилёвскую архиепархию с центром в Санкт-Петербурге, которая насчитывала 1 160 000 верующих, 331 приход и 400 священников. После Февральской революции был создан экзархат русских католиков византийского обряда. Экзархом стал священник Леонид Фёдоров.
Гонения на Католическую церковь в России начались после декрета «Об отделении церкви от государства и школы от церкви», выпущенного в 1918 году. Последовавшие за декретом специальные инструкции лишали все религиозные организации, в том числе и католические приходы, имущественных прав, церковная собственность объявлялась «народным достоянием». Сопротивление процессу национализации церковной собственности со стороны архиепископа Эдварда фон Роппа привело к его аресту 19 апреля 1919 года и высылке в Польшу шестью месяцами позже.
Управление Католической церковью в России принял на себя епископ Ян Цепляк, который также протестовал против национализации церковных зданий и изъятия предметов культа из церквей. При нём в архиепархии при приходах были организованы тайные воскресные школы, некоторое время функционировала подпольная семинария. В 1920 году Цепляк некоторое время находился под арестом; также арестовывался в декабре 1922, когда были закрыты и опечатаны все католические церкви и часовни Петрограда. В марте 1923 года были арестованы 15 католических священнослужителей Петрограда во главе с Цепляком и экзархом Фёдоровым. 21—26 марта 1923 года в Москве проходил процесс над ними, по итогам которого архиепископ Цепляк и прелат Будкевич были приговорены к расстрелу (для Цепляка приговор был заменён впоследствии на 10 лет заключения), трое священников и экзарх Фёдоров — к десяти годам заключения, а ещё 8 священников — к трём годам заключения.
В 1926 году Папа Пий XI назначил епископа Мишеля д’Эрбиньи Апостольским делегатом на всей территории СССР. При этом о епископском посвящении д’Эрбиньи и о целях его поездки в СССР не объявлялось. В ходе своих визитов в СССР в 1926 году епископ д’Эрбиньи восстановил разрушенную в ходе репрессий 1919—1923 годов структуру Католической церкви, назначил Пия Эжена Невё, Антония Малецкого, Болеслав Слосканса и Александр Фризона Апостольскими администраторами и тайно хиротонисал их во епископы. О произошедшем стало известно властям, д’Эрбиньи был выслан, остальные епископы арестованы и либо высланы, либо расстреляны. Похожая судьба ждала и большинство католических священников. К 1935 году на территории СССР насчитывалось не более 16 католических священников, к концу тридцатых годов на территории РСФСР оставалось только два действующих католических храма — св. Людовика в Москве и Лурдской Богоматери в Ленинграде, прочие церкви были закрыты. Они получили статус «церквей при французских посольствах», и их деятельность как «церквей для иностранных дипработников» тщательно контролировалась властями. Такая ситуация сохранялась до 90-х годов.
В 1939—1940 годах в состав СССР вошли территории со значительным католическим населением — Западная Украина, Западная Белоруссия, Литва и Латвия. Деятельность Украинской грекокатолической церкви была запрещена после т. н. Львовского «собора» 1946 года, инспирированного НКВД, на котором, несмотря на отсутствие всех грекокатолических епископов, было принято решение о присоединении грекокатоликов к православию. В Литве и Латвии в послевоенное время также было репрессировано большое количество священников, закрыто большое количество храмов, предпринимались попытки уничтожения религиозных святынь, таких как Гора Крестов. Однако в этих республиках Католическая церковь, сохранила, в отличие от РСФСР, БССР, УССР, епископов и духовные школы, что давало ей более широкие возможности функционирования. В 1960 году в СССР было 1179 костелов. При этом закрытия католических храмов в 1960-е годы были сравнительно редкими. Например, в 1960—1968 годах в СССР сняли с регистрации только 69 костёлов. Для сравнения, за те же 8 лет были сняты с регистрации 112 лютеранских храмов.

### Протестантизм

#### Лютеранство
До революции лютеранство было в Российской империи наиболее крупной официально признанной и поддерживаемой государством протестантской конфессией. Среди лютеран были представители кадрового офицерского состава, купечества, технической интеллигенции, зажиточного фермерства Поволжья и Украины и даже члены высшей аристократии, состоявшие в родстве с императорской фамилией. После революции многие из них подверглись репрессиям или были вынуждены покинуть Россию. Также прекратилась финансовая поддержка со стороны государства. Вместе с этим этнические меньшинства балтийских народов (финны, эстонцы, латыши) получили возможность создания своих национальных церковных объединений. Одним из них явилась «Финская евангелическо-лютеранская Церковь Северо-Запада СССР» во главе с пастором Селим Ялмари Лауриккала, образованная 4 сентября 1923 года.
В 1924 году в Москве прошёл первый Генеральный Синод Евангелической церкви СССР, который принял ряд реформ:
- Отменялся Устав 1832 года;
- Главным органом церкви стал Верховный церковный совет в Москве вместо Генеральной консистории.

Однако к началу «безбожной пятилетки» ситуация значительно изменилась. Приходы постепенно закрывались, многие прихожане-крестьяне оказались среди подлежащих раскулачиванию и были депортированы, а с начала 1930-х годов начались уже и этнические чистки. Ситуацию усугубляло то, что информация о репрессиях активно использовалась в антикоммунистической пропаганде в Германии и Финляндии, что в свою очередь позволяло советским властям считать немцев и финнов неблагонадёжными.
К 1937 году в СССР не осталось ни одного лютеранского пастора. В 1938—1939 годах были закрыты последние приходы, в которых уже не было пасторов.
В 1940 году в состав СССР вошли Латвия и Эстония, где лютеране составляли значительный процент населения, за недолгий предвоенный период существенных изменений в церковной жизни в этих странах не произошло.
Ситуация изменилась с отходом немецких войск в конце войны. В 1944 году глава Церкви Латвии Гринбергс и около 60 % пасторов покинули страну, а среди оставшихся многие были репрессированы. В результате Церковь потеряла до 80 % своего клира.
Лишь в 1954 году деятельность Церкви была вновь легализована.
В 1967 году в Церкви Латвии было около 90 пасторов и около 400 тыс. человек считали себя её прихожанами, но церковная жизнь сводилась к проведению воскресных богослужений. В подобном положении оказалась и Церковь Эстонии.
В 1960 году в СССР насчитывалось 633 лютеранских храма.
На территории РСФСР официально зарегистрированных немецких лютеранских общин не было вплоть до периода Перестройки. Финны-лютеране смогли зарегистрировать в 60-70-х годах три прихода в Северо-Западном регионе.

#### Баптизм
В отличие от лютеран, евангельские христиане и баптисты (ЕХБ) в царской России (в отношении которых до начала XX века в России обычно использовался термин «штундисты»; указанные конфессии циркуляром МВД от 3 сентября 1894 года выводились из-под действия положения 1883 года — «Высочайше утверждённого мнения Государственного совета о даровании раскольникам всех вероисповеданий права богослужения» — и определялись как последователи «особо вредных течений») до издания Высочайшего указа от 17 апреля 1905 года подвергались преследованию со стороны властей, что обусловило их благоприятное отношение к установлению равенства религий после Февральской и Октябрьской революций 1917 года.
В 1917 году из тюрем и каторг были выпущены сотни проповедников и священнослужителей баптистов и евангельских христиан, посаженных туда при царской власти. В Москве баптистам в 1917 году был передан дом в Малом Вузовском переулке, ранее принадлежавший Реформатской Церкви, в котором и по настоящее время находится центральная баптистская церковь Москвы. Особым декретом от 4 января 1919 год «Об освобождении от воинской повинности по религиозным убеждениям» ЕХБ было разрешено не служить в Красной Армии. Правда на практике этим декретом практически никто не воспользовался. А уже в 1922—1923 годах большевики провели широкомасштабную акцию, нацеленную на ликвидацию общин евангельских христиан и баптистов.
Уже в марте 1923 года были проведены обыски и аресты на квартирах московских баптистов, а 5 апреля 1923 года был арестован лидер евангельских христиан И. С. Проханов, он провёл в тюрьме несколько месяцев. В последующие 5-6 лет репрессии периодически ослабевали, но уже не прекращались совсем.
На баптистском съезде 1926 года в Москве был учреждён Федеративный союз баптистов СССР, объединивший девять региональных союзов: Северо-Российский (с латышской секцией), Волго-Камский, Северо-Кавказский, Сибирский, Дальневосточный, Закавказский, Всеукраинский (с немецкой секцией), Крымский, Среднеазиатский.
В 1928 году число членов Федеративного союза баптистов составляло около 350—400.000; Союза евангельских христиан — около 350—400 000.
В 1920-х годах ЕХБ было организовано несколько сельскохозяйственных кооперативов, общее количество которых к 1929 году было около 400. Проханов даже вынашивал проект создания города Евангельска (город Солнца) на Алтае, но этот проект не был реализован. В мае 1928 года Политбюро постановило: «ликвидировать дело с организацией Всесоюзным советом евангелических христиан города Евангельска в Сибири, сообщив об этом решении соответствующим исполкомам». В том же 1928 году Проханов, спасаясь от вероятного ареста, вынужденно эмигрировал.
В 1929 году аресты священнослужителей баптистов и евангельских христиан стали массовыми. Ситуация продолжала ухудшаться с началом «безбожной пятилетки» и последовавших за ней репрессий 1937—1939 годов. Лишь с началом войны многие ликвидированные общины возобновили свою деятельность. В октябре 1944 г. с санкции властей в Москве было проведено совещание представителей общин евангельских христиан и баптистов (всего 45 делегатов) и учреждён Союз евангельских христиан и баптистов (с 1946 г. — Союз евангельских христиан-баптистов). Пятидесятники не получили разрешения на создание своего объединения. Часть из них присоединилась в 1945 г. к церкви ЕХБ на условиях Августовского соглашения (отказ от «моления на языках» на богослужениях и от обряда омовения ног перед причастием).
В первые послевоенные годы ряды баптистов значительно пополнились, причём значительная часть верующих была инвалидами войны. Например, в Краснодарском крае в 1946 году из 3599 членов общин ЕХБ 2180 человек были инвалидами.
К началу 1950-х годов баптизму удалось в значительной мере восстановить своё влияние. В 1958 году в СССР у баптистов было 2119 молитвенных домов (в том числе в РСФСР 297 действующих молитвенных домов), а численность верующих составляла около 200 тыс. человек.
В 1960 году из ВСЕХБ, на фоне активизации антирелигиозной кампании, произошло выделение «Инициативной группы», которая в дальнейшем реорганизовалась в Совет Церквей ЕХБ (СЦ ЕХБ). Его члены отказались от регистрации общин в органах государственной власти, наладили подпольный выпуск духовной литературы, создали организацию помощи семьям верующих, оказавшихся в тюрьмах и лагерях. Новое церковное движение практически с момента образования начало подвергаться массовым репрессиям со стороны властей, которые заключались в конфискации молитвенных домов и религиозной литературы, создании проблем с трудоустройством, существенном ограничении доступа к получению высшего образования и т. д. Всё это сочеталось с арестами активистов СЦ ЕХБ, которые осуждались на достаточно продолжительные сроки тюремного заключения.
Ряд историков считает, что именно массовое (несколько десятков тысяч человек) общероссийское движение СЦ ЕХБ положило конец хрущёвской антирелигиозной кампании в СССР. Государственное преследование СЦ ЕХБ прекратилось только в начале 1990-х годов.

#### Пятидесятники
До революции на территории России существовали небольшие группы пятидесятников-унитариев. В 1921 году в Одессе начал религиозную деятельность миссионер Ассамблей Бога Иван Ефимович Воронаев. Созданный им Союз христиан евангельской веры вскоре распространился по всей территории Украины, а также в центральных регионах России, на Урале и Кавказе, в Сибири. К 1927 году союз насчитывал 350 общин и 17 тыс. верующих.
В 1930 году всё руководство союза было арестовано и репрессировано, централизованная деятельность была фактически прекращена. В 1939-40 годах, с включением в состав СССР территорий Западной Украины, Беларуси и Прибалтики, поместные пятидесятнические общины влились в пятидесятническое движение Советского Союза. Во время Великой Отечественной войны деятельность Союза христиан веры евангельской была восстановлена. В августе 1945 года, под давлением властей, руководители пятидесятников Афанасий Бидаш, Д. Пономарчук (оба — c Украины), И. Панько (с Беларуси) и С. Вашкевич (с Западной Украины) подписали т. н. «августовское соглашение» об объединении с евангельскими христианами и баптистами в один союз. Часть пятидесятнических общин просуществовала в союзе до распада СССР.
Другая часть общин вскоре вышла из объединения. Находясь на нелегальном положении, «не регистрированные пятидесятники» воссоздали централизованную структуру по всему Советскому Союзу. Лидеры братства были неоднократно судимы. Так, епископ Иван Петрович Федотов за антисоветскую деятельность отсидел в тюрьмах и лагерях в общей сложности 18 лет.

### Иудаизм

Молитвы за мир и за советское правительство (на русском языке), полученные раввином Свердловска из московской синагоги для чтения по утрам и вечерам, 1953 год. Советские иудеи (как и православные и мусульмане) должны были участвовать в борьбе за мир

28 декабря 1920 года появился циркуляр еврейского отдела Наркомпроса о ликвидации хедеров и иешив. После показательных судов в 1921 году над хедером в Витебске и над иешивой в Ростове все еврейские религиозные учебные заведения были официально закрыты. Ряд руководителей и преподавателей иешив вместе со своими учениками эмигрировали.
Однако в течение нескольких лет хедеры и иешивы ещё продолжали подпольную деятельность. В 1922 году Йосеф Шнеерсон, глава любавичских хасидов (6-й Ребе), создал Комитет раввинов, действовавший в полулегальных условиях. В 1923 году антирелигиозная деятельность в отношении иудаизма была в значительной мере приостановлена: к концу 1920-х годов число синагог увеличилось по сравнению с 1917 годом; в Ленинграде в 1927 году было 17 синагог и молитвенных домов против 13 в 1917 году. С 1925 года предоставлять финансовую помощь на религиозное образование начала американская организация Джойнт. В целом 1920-е годы оказались наиболее либеральным периодом для религиозной еврейской жизни в СССР. Осенью 1927 года, после ареста и приговора, было позволено эмигрировать в Ригу Шнеерсону, который по переезде в 1924 году в Ленинград образовал там центр Хабада, противодействовавший политике ассимиляции евреев.
Ситуация изменилась в конце 1920-х; в середине 1930-х власти разрешали оставлять одну синагогу в крупных городах со значительным еврейским населением. К 1 декабря 1933 года было закрыто 257 синагог, что составляло 57 % от существовавших в первые годы советского режима. В 1960 году в СССР было 97 синагог.

#### Караимизм
Караимизм, пользовавшийся особыми привилегиями при царском режиме, практически полностью исчез с территории СССР за годы советской власти. К 1916 году на территории Российской Империи существовало 28 официальных караимских общин, подчинённых двум духовным правлениям в Евпатории и Троках. Духовное правление в Евпатории прекратило своё существование после отступления армии Врангеля из Крыма в 1920 году в связи с эмиграцией большинства его членов, как и значительного количества караимской буржуазии Крыма. Караимские общины, ввиду дисперсного проживания караимов, были крайне малочисленны и существовали в основном за счёт поддержки единичных меценатов, а после их эмиграции многие из общин прекратили своё существование в первой половине 1920-х годов из-за естественного обнищания, как, например, общины в Армянске, Карасубазаре, Керчи, Ростове-на-Дону. Крупные караимские общины стали целью преследования местных властей во второй половине 1920-х годов. Одной из основных причин преследования было желание советских властей получить в пользование просторные и богатые здания караимских синагог (кенасс). Так, были закрыты общины в Киеве, Одессе, Симферополе, Севастополе, Николаеве, Мелитополе и других городах, а их культовые здания были превращены в клубы, спортивные залы, кинотеатры и склады. Последней караимской общиной, закрытой властями до Второй мировой войны, в 1938 году, была община в Евпатории. С присоединением к СССР прибалтийских республик и восточной Польши в 1939 году в СССР появилось 6 новых караимских общин: 3 в Литовской ССР (в Тракае, Вильнюсе и Паневежисе), две в УССР (в Луцке и Галиче) и община в Риге. Ввиду своей крайней малочисленности (общая численность всех общин едва превышала 1000 человек), они не привлекли внимания новой советской власти. Духовный лидер караимов Литвы и Польши Серая Шапшал официальным письмом отказался от своей должности и присягнул Советской власти, став учёным-востоковедом, это фактически положило конец существованию Духовного управления караимов в Троках. В 1942 году, во время немецко-фашистской оккупации Крыма, была восстановлена деятельность караимских общин в Евпатории и Симферополе. Массовая репатриация караимов (как бывших польских граждан) из западных областей СССР в Польшу в 1946—1952 годах привела к исчезновению караимских общин на этих территориях. В 1949 году была закрыта караимская община в Симферополе в связи с малочисленностью и истечением срока аренды помещения для молитв. В 1960 году была закрыта караимская община в Евпатории. В 1971 году в Евпатории скончался последний караимский священнослужитель (газзан) Борис Ельяшевич. Единственной караимской общиной на территории СССР с 1959 года оставалась община в городе Тракай.

### Ислам
20 ноября (3 декабря) 1917 года было принято Обращение Советского правительства «Ко всем трудящимся мусульманам России и Востока», в котором говорилось:
Мусульмане России, татары Поволжья и Крыма, киргизы и сарты Сибири и Туркестана, турки и татары Закавказья, чеченцы и горцы Кавказа, все те, мечети и молельни которых разрушались, верования и обычаи которых попирались царями и угнетателями России!

Отныне ваши верования и обычаи, ваши национальные и культурные учреждения объявляются свободными и неприкосновенными.
До 1929 года официальная политика в отношении мусульманства была наиболее благоприятной по сравнению с линией, проводившейся в отношении иных исповеданий и религиозных групп. Разрешалась деятельность религиозных судов, решавших дела по шариату, постольку, поскольку его нормы не противоречили советским законам. В 1921 году ЦИК Туркестанской АССР издал «Положение о судах казиев», которым устанавливалось, что в первой инстанции дело рассматривает единоличный казий, апелляцию — съезд казиев (3 — 5 человек), а кассацией служил Президиум исполкома. При этом суды казиев были жёстко подчинены советским органам: они ежемесячно отчитывались о своей работе перед областным судом, сдавали дважды в месяц поступавшие к ним госпошлину и судебные сборы, а прокуратура и облсуд могли в порядке контроля истребовать у казиев любое дело.
16-25 сентября 1920 года в Уфе под председательством муфтия Г.Баруди прошёл I всероссийский съезд мусульман, на котором было создано Центральное духовное управление мусульман (ЦДУМ) как преемник Оренбургского магометанского духовного собрания в делах религиозного управления мусульман Европейской России, Сибири и Казахстана.
Более того, советская власть первые годы даже сохранила мусульманское образование. 1 июля 1923 года Антирелигиозная комиссия ЦК РКП(б) разрешила представителям мусульманского духовенства работать в советских школах и позволила преподавание вероучения в мечетях детям, окончившим школу I ступени. Президиум ВЦИК 9 июня 1924 года разрешил преподавание мусульманского вероучения представителям тюркских народам СССР, исповедующих ислам, а также учить Корану детей в мечетях с 12 лет, при условии, что медресе и мектебе будут зарегистрированы в отделах народного образования.
С начала 1923 года началось закрытие религиозных школы округа ЦДУМ. Муллы приступили к открытию подпольных школ, начали агитацию за открытие религиозных школ, организуют отправку писем от имени верующих в центральные государственные и партийные органы.
10-25 июня 1923 года в Уфе проходил II Всероссийский съезд мусульманских деятелей, на котором присутствовало 285 делегатов и муфтии Коканда, Ташкента и Крыма. Муфтием и председателем Диния назараты был избран Р. Фахретдин. Этот съезд показал, что уфимский муфтият является Центральным духовным управлением мусульман не только своего округа, но и большей части мусульман СССР. 30 ноября 1923 года НКВД РСФСР утвердил Устав ЦДУМ, по которому его полномочия распространялись на Европейскую часть РСФСР и Сибирь, включая Казахскую АССР. 21 августа 1925 года НКВД и Наркомпрос РСФСР издали инструкцию, по которой преподавание мусульманского вероучения могло впредь производиться только в мечетях только лицам достигшим 14-летнего возраста или окончившим начальную советскую школу.
25 октября 1926 г. состоялся съезд мусульман Татарстана, Башкирии, Казахстана, Украины, Чувашии и областей РСФСР. Руководители страны получили от них приветственные телеграммы, в которых говорилось о грядущем единении мусульман всего мира под знамёнами советской власти во имя борьбы с империализмом.
Мусульманское духовенство активно содействовало проведению советской внешней политики. В 1926 году состоялся I Всемирный мусульманский конгресс. СССР на нём был представлен руководством Центрального духовного управления мусульман (ЦДУМ). Делегация мусульман из СССР на конгресс была отправлена по инициативе советского дипломата Карима Хакимова.
Во второй половине 1920-х годов усилились давление и пропаганда, направленные против всех религиозных учреждений, в том числе и исламских. В отдельных местностях начались притеснения духовенства и верующих. 20 августа 1928 года Президиум ЦК Компартии Азербайджанской ССР принял постановление о закрытии на территории Советского Азербайджана всех религиозных школ. В конце 1928 — начале 1929 года по Азербайджану прокатилась кампания по закрытию мечетей. С декабря 1928 года по февраль 1929 года в республике закрыли 461 мечеть (из них 213 в феврале). Некоторые здания мечетей были снесены. Так в Шемахе осенью 1928 года снесли 13 из 16 мечетей, пустив их материал на строительство здания театра. Снос мечетей в Азербайджане вызвал сопротивление духовенства и верующих. В результате властям пришлось пойти на уступки и временно прекратить кампанию. В июне 1929 года Президиум ЦК Компартии Азербайджана рекомендовал местным партийным органам вернуть верующим не менее 50 процентов конфискованных мечетей (реально пришлось вернуть почти все мечети).
В 1930-е годы кампания по закрытию мечетей приняла общесоюзный масштаб. 18 июня 1929 года ВЦИК СССР запретил преподавать мусульманское вероучение, а также конфисковал закятное имущество и вакфы. В 1930 году только в Татарстане из 12 000 мечетей было закрыто более 10 000, от 90 до 97 % мулл и муэдзинов были лишены возможности осуществлять свои обязанности.
С 1944 года управление духовными делами мусульман СССР осуществляли четыре независимых друга от друга центра — Духовные управления мусульман (ДУМ) Средней Азии и Казахстана (Ташкент), Закавказья (Баку), Северного Кавказа (Буйнакск (ныне Махачкала), Европейской части СССР и Сибири (Уфа).
Эти духовные управления в послевоенный период находились под контролем КГБ и были вынуждены издавать фетвы по «рекомендациям» советских органов, даже если содержание фетв противоречило исламским догматам. К примеру, Среднеазиатское духовное управление мусульман (САДУМ) выпустило фетвы, в которых в частности утверждалось следующее:
- Честная работа — мусульманская добродетель;
- При советском образе жизни нет необходимости в таких расходах как сбор денег в пользу бедных, жертвенный забой скота во время праздника Курбан-хаит, благотворительный ужин в честь окончания дневного поста в Рамадан;
- Рамадан необязателен для занятых физическим трудом;
- Неисламскими и осуждаемыми являются посещение святынь, обращение к умершим с просьбой о помощи, ношение паранджи, а также чрезмерные затраты на свадьбу.

В послевоенный период советский ислам одновременно существовал в двух вариантах: официальном и нелегальном. «Официальный» ислам — 400—500 мечетей на СССР (в зависимости от года), несколько сотен служителей культа, официальный журнал «Мусульмане Советского Востока», ориентированный преимущественно на пропаганду среди иностранцев. Официальное духовное образование было представлено медресе «Мир-Араб» (Бухара, передано САДУМ в 1948 году) и Исламском институте имени имама аль-Бухари (Ташкент, разрешение на открытие дано в 1971 году). Оба учреждения были маленькими. Например, в 1982 году в «Мир-и-Араб» было 86 студентов, а в Исламском институте лишь 34 места. С конца 1960-х годов САДУМ также отправляла студентов на учёбу в религиозные учебные заведения дружественных СССР Египта, Ливии и Сирии. Ежегодно с 1953 по 1989 годы в хадж выпускались из СССР около 20 человек, тщательно отобранных советскими органами. В основном это были лояльные властям служители культа. За это официальные служители культа платили высокие налоги и регулярно делали взносы в Фонд мира. Кроме того, служителям мусульманского культа приходилось вести пропаганду для иностранцев о том, что в СССР есть свобода совести и заниматься «борьбой за мир», обличая капиталистические военные блоки (НАТО, СЕНТО, СЕАТО и другие).
Второй вариант советского ислама был нелегальным. Он был представлен «бродячими муллами», которые вели проповедь без регистрации и уплаты налогов. «Бродячие муллы», как правило, не имели духовного образования, но их было намного больше, чем зарегистрированных служителей мусульманского культа. Согласно докладу председателя Совета по делам религий В. А. Куроедова в 1980 году в стране без регистрации действовали 5,5 тыс. из 6 тыс. мулл. «Бродячие муллы» служили в самовольно построенных мечетях и молитвенных зданиях. В некоторых местностях количество незарегистрированных мечетей превышало число «официальных» культовых зданий. В Дагестанской АССР в 1959 году на 29 зарегистрированных мечетей приходилось около 40 незарегистрированных мечетей и молитвенных домов. Во многих мусульманских местностях (например, в Адыгейской автономной области, Северо-Осетинской АССР) в начале 1980-х годов не было ни одной зарегистрированной мечети и верующим приходилось обращаться к «бродячим муллам».
«Бродячие муллы» служили в многочисленных незарегистрированных мечетях. Последних в СССР было множество даже в середине 1980-х годов. Причиной их распространения стало нежелание местных властей разрешать регистрацию новых мечетей. Председатель Совета по делам религиозных культов Константин Харчев писал в ЦК КПСС 28 февраля 1985 года следующее:

В районах традиционного распространения ислама, где сеть мечетей была сокращена более чем в два раза, возникло с молчаливого согласия должностных лиц много новых мечетей, построенных верующими под видом чайхан и местных гостиниц. Только в Таджикской ССР за последние четыре года было выявлено таких мечетей более 200, а на регистрации здесь находится всего лишь 17
Кроме того, «бродячие муллы» проводили богослужение на многочисленных мусульманских «святых местах», с которыми советским властям не удалось справиться.
Безусловно, позитивным моментом для ислама в СССР были научные издания и переводы Корана. К 1987 году в СССР вышли два русских перевода Корана (1963 и 1986 годы, оба Игнатия Юлиановича Крачковского), а также издания этой книги на арабском языке (1977 и 1984 годов).
В конце 1970-х — начале 1980-х годов наблюдалась явная активизация мусульманских религиозно-националистических настроений в южных республиках СССР, чему способствовали война в Афганистане и исламская революция в Иране. Органы КГБ отмечали, что среди таджикской и узбекской молодёжи широкое распространение получило ваххабитское учение. В сентябре 1981 г. ЦК КПСС было принято постановление «О мероприятиях по противодействию попыткам противника использовать „исламский фактор“ во враждебных СССР целях», дополненное в апреле 1983 года постановлением «О мерах по идеологической изоляции реакционной части мусульманских священнослужителей». Вместе с тем, американский историк Адиб Халид, живший в Ташкенте в 1991 году, отрицает какое-либо влияние ислама в Средней Азии на распад СССР. По словам Халида, между студентами-мусульманами из других стран, которых было немало в Ташкенте, и местными узбеками не было понимания, а «бытовой ислам» в Средней Азии был абсолютно аполитичен.
В 1980 году в Узбекской ССР было только 89 мечетей.
Мечети функционировали в большинстве из больших городов Центральной Азии и Азербайджана; однако, их число сократилось с 25000 в 1917 году до 500 в 1970-х годах. В 1989 году, в рамках всеобщего послабления ограничений на религии было зарегистрировано несколько дополнительных мусульманских религиозных ассоциаций и некоторые мечети, прежде закрытые правительством, были возвращены мусульманским общинам.
В целом же к 1980-м годам положение ислама в СССР было нелёгким. Большой проблемой стал крайне низкий образовательный уровень мусульманского духовенства. Например, в 1990 году из 857 имамов и муэдзинов РСФСР только 21 имел высшее образование. Многие представители духовенства не имели религиозного образования. В определённой мере это было связано с тем, что мусульманских образовательных учреждений в СССР к 1980-м годам почти не осталось. В Советском Союзе функционировали только одно медресе в Бухаре и исламский институт в Ташкенте, хотя потребность в подобных учреждениях существовала. Но советские власти не разрешали открывать дополнительные исламские образовательные учреждения. Например, Духовное управление мусульман Европейской части СССР и Сибири, в ведении которого находились (на 1988 год) 211 мечетей, смогло открыть богословские курсы для священнослужителей только в 1989 году.
Переломным в отношении государства и ислама стал 1989 год. В декабре этого года отмечались сразу две юбилейные даты — 200-летие Духовного управления мусульман Европейской части России и Сибири и 1100-летие принятия ислама населением Поволжья и Приуралья. Празднование этих событий сыграло примерно ту же роль в улучшении отношений между советскими мусульманами и государством, как ранее празднование 1000-летия Крещения Руси. В честь юбилеев было разрешено выпустить 50 тыс. экземпляров Корана и другой религиозной литературы, сами торжества прошли в Уфе, Казани, Ленинграде и Москве, на них побывало более 70 зарубежных гостей из 28 стран. В июне 1990 года прошёл V съезд Духовного управления мусульман Европейской части СССР и Сибири, причём Турция и Саудовская Аравия подарили управлению по 1 млн долларов и 1 млн экземпляров Корана. На этом съезде было решено отказаться от взносов в общественные фонды, прежде всего в «Фонд мира». В 1990 году возобновился массовый хадж из СССР — 750 советских паломников были отправлены в Саудовскую Аравию.

### Буддизм
Советская власть в первые годы относилась к буддизму лояльно, поддерживая национально-освободительное движение буддийских (как и мусульманских) народов Востока. В 1921 году советские части помогли совершить революцию в Монголии. Также при поддержке советских войск была проведена революция в Туве. В итоге у границ СССР появилось два формально независимых, но контролируемых советской властью, государства с буддийским населением — Монгольская Народная республика и Тувинская народная республика.
В период Гражданской войны на территории России были попытки создания буддистских автономий. Так, в 1919 году буддийский монах Лубсан-Сандан Цыденов попытался создать независимое теократическое государство. Агван Доржиев, который ранее выполнял функции посредника между властями царской России и Тибета, стал посредником между Тибетом и советскими властями.
Летом 1921 года Доржиев обратился к советским властям с предложением по созданию буферных государств (Прибайкалье, Забайкалье, Монголия и возможно Тибет) для разделения России, Японии и Китая. При этом Доржиев утверждал, что улучшение условий жизни населения Монголии будет способствовать там распространению влияния большевиков. В 1921 году Доржиев смог добиться возвращения буддийской общине Санкт-Петербургского храма.
С конца 1920-х годов началась интенсивная насильственная атеизация. Под предлогом участия лам в антисоветских мятежах большевистская власть на местах по приказу из центра стала закрывать, а затем и разрушать дацаны и хурулы, арестовывать лам, лишать сана. Ко времени завершения этой кампании в 1939—1940 гг. значительная часть монастырей и храмов Бурятии и Калмыкии были разрушены. Сохранились здания лишь нескольких из них, да и то потому, что их можно было как-то использовать.
Имущество буддийских храмов (живопись, скульптуру, книги) в основном уничтожали, сжигали, частично свезли в музеи. К концу 30-х гг. буддийская культура в Бурятии и Калмыкии официально перестала существовать. Одновременно аналогичные репрессии в отношении буддийского духовенства были проведены в зависимых от СССР государствах — Монгольской народной республике и Танну-Тувинской народной республике.
Восстановление буддийского сообщества началось в 1940-е годы. 21 — 23 мая 1946 года в Улан-Удэ прошёл съезд 43 представителей духовенства и мирян (Бурят-Монгольская АССР, Читинская, Иркутская и Тувинская автономная области), который принял «Положение о буддийском духовенстве СССР» и избрал Временное центральное духовное управление буддистов. Этот документ вводил в том числе запрет на деятельность эмчи-лам (включая применение лекарственных средств). На январь 1949 года в Бурят-Монгольской АССР был зарегистрирован только один дацан. Распоряжение Совета министров РСФСР от 30 мая 1957 года предписывало передать Духовному управлению буддистов: молитвенное здание Гусиноозерского дацана (причём разрешалось выделить на его реставрацию и ремонт 250 тыс. рублей), а также дублетные культовые предметы и религиозную литературу из фондов музея. В 1960 году в Бурятии по-прежнему функционировал только один дацан (Иволгинский), где служили 28 зарегистрированных лам.

## Религиозное диссидентство

«Антихрист-большевик», польский плакат 1940-х годов

Значительная часть православного духовенства и верующих в СССР вплоть до середины 1940-х годов стояла на антисоветских позициях и примыкала к подпольным церковным группам (см. статью Истинно-православная церковь); впоследствии, ввиду нормализации отношений между государственной властью и руководством Московской Патриархии, которая перешла на позиции полной и безусловной лояльности коммунистическому режиму, в рамках РПЦ появились отдельные лица и группы, выражавшие недовольство таким положением. Первым известным православным диссидентом был Анатолий Эммануилович Краснов-Левитин, который начиная с 1958 года издавал в самиздате статьи, описывающие преследования и притеснения верующих в СССР.
Диссидентские настроения, после 1920-х годов, были весьма распространены среди баптистов; многие баптистские лидеры и активисты были приговорены к наказаниям в виде лишения свободы. В мае 1960 года Георгием Винсом, вместе с другими баптистами, была создана «Инициативная группа», которая в дальнейшем преобразовалась в Совет Церквей ЕХБ, члены которого отказывались от регистрации своих общин в государственных органах.
В феврале 1964 года выпускники Ленинградского университета Игорь Огурцов, Евгений Вагин, Михаил Садо и другие создали подпольную организацию «Всероссийский социал-христианский союз освобождения народа» (ВСХСОН), целью которой было изменение существующего строя путём вооружённого государственного переворота; идеологические установки ВСХСОН в значительной мере совпадали с настроениями христианской демократии. Руководитель ВСХСОН Игорь Огурцов и его единомышленники были арестованы и приговорены к длительному тюремному заключению.
В июне 1976 г. ряд представителей православия, католицизма, баптистов, адвентистов и пятидесятников совместно подписали «Обращение членов христианских церквей СССР к отечественной и мировой общественности», в котором протестовали против ограничений прав верующих в СССР.
В декабре 1976 года по инициативе священника Глеба Якунина (РПЦ), иеродиакона Варсонофия (Хайбулина) и Виктора Капитанчука был создан «Христианский комитет защиты прав верующих в СССР». В том же году произошло резкое ужесточение репрессий в отношении религиозных диссидентов, организованное движение которых было разгромлено КГБ к 1980 году.
Освобождённый в 1987 году из заключения Александр Иоильевич Огородников, основавший в 1974 году вместе с филологом Владимиром Порешем религиозно-философский семинар для изучения богословской и философской мысли, приступил к выпуску самиздатовского журнала «Бюллетень христианской общественности» (БХО), целью которого было информировать читателей о религиозных событиях в стране; в августе 1989 года он создал первую в СССР христианскую политическую организацию — «Христианско-демократический союз России» (политическое объединение партийного типа).